# Los Monjes
De archipel Los Monjes is een federaal gebied van Venezuela. De archipel ligt in het noordwesten van de Golf van Venezuela, op 34,8 km vanuit de kust van het schiereiland Guajira, tussen de grens met Colombia en de Venezolaanse staat Zulia.
Er zijn drie eilanden of eilandgroepjes, met een totale oppervlakte van 0,2 km²

## Monjes del Sur
Het bestaat uit twee eilanden die verbonden zijn door middel van een dam. Het zuidelijkste eiland is 70 m hoog en daarmee het hoogste eiland van de archipel. Het eiland heeft een vuurtoren. (12° 22′ NB, 70° 54′ WL )

## Monje del Este
Dit is een smal rotseiland 5,3 km ten noordoosten van Monjes del Sur, heeft een hoogte van 43 m. (12° 24′ NB, 70° 51′ WL )

## Monjes del Norte
Het ligt 12,3 km ten noordnoordoosten van Monjes del Este, en bestaat uit 5 kleine rotseilanden. Het is het grootste eiland en is 41 meter hoog. (12° 30′ NB, 70° 55′ WL )